# قائمة المستوطنات القديمة في الإمارات العربية المتحدة
تُشير المستوطنات القديمة في الإمارات العربية المتحدة إلى الأماكن التي كانت مأهولةً بالسكان في العصور القديمة على أرض الإمارات اليوم، إذ كشفت عمليات التنقيب الأثري في جبل الفاية في الشارقة عن وجود استيطان بشري يعود إلى 125000 عام.
ترجع بدايات الاستقرار البشري على أرض الإمارات في عصور ما قبل التاريخ إلى العصر الحجري الحديث، فيما يُعرف باسم النمط العربي ثنائي الوجه وفترة العبيد من 5000 إلى 3100 قبل الميلاد؛ وفترة حفيت بمقابرها التي تشبه في شكلها خلايا النحل وفخار من عصر جمدة نصر من 3200 إلى 2600 قبل الميلاد؛ وحضارة أم النار من 2600 إلى 2000 قبل الميلاد؛ تبعتها حضارة وادي السوق من 2000 إلى 1300 قبل الميلاد والعُصور الحديدية الثلاثة.
امتد العصر الحديدي الأول من 1200 إلى 1000 قبل الميلاد. والعصر الحديدي الثاني من 600 إلى 1000 قبل الميلاد والعصر الحديدي الثالث 600 إلى 300 قبل الميلاد. تبع ذلك عصر مليحة الهلنستي، من 300 قبل الميلاد فصاعدًا حتى العصر الإسلامي الذي بدأ مع حروب الردة في القرن السابع الميلادي.

## المستوطنات
| المستوطنة    | الإمارة (حاليًا)    | تاريخ الاستيطان       | مُلاحظات |
| ------------ | ------------------ | --------------------- | --- |
| العشوش       | دبي                | 2500–2000 قبل الميلاد | كانت مستوطنة في فترة أم النار،                                                                               |
| المدام       | الشارقة            | 1100–300 ق.م          | وُجدت فيها أفلاج تعود للعصر الحديدي                                                                           |
| الصفوح       | دبي                | 2500–2000 ق.م         | يرجع تاريخ هذا الموقع إلى فترة أم النار، ويضمّ أحد أكبر المدافن في دبي                                        |
| بدع بنت سعود | أبو ظبي            | 3200–2600 قبل الميلاد | يضمّ الموقع مقابر تعود لفترة حفيت، وأفلاج تعود للعصر الحديدي                                                  |
| البثنة       | الفجيرة            | 300–2000 ق.م          | اكتُشت فيها مدافن تعود لحضارة وادي السوق وصخور تعود للعصر الحديدي                                             |
| الدور        | أم القيوين         | 5300ق.م–300م          | كانت مستوطنة رئيسية في فترة العبيد وحضارتي أم النار ووادي السوق والعصر الحديدي وحتى ظهور الإسلام             |
| الهيلي       | أبو ظبي            | 3200–2600 ق.م         | اكتُشفت فيها مقابر تعود فترتي حفيت وأم النار                                                                  |
| جبل البحيص   | الشارقة            | 5000–1300 ق.م         | يضمّ مقابر من العصر الحجري والبرونزي والحديدي والهلنستي                                                       |
| جبل الفاية   | الشارقة            | 125000 ق.م            | يُعتبر أقدم موقع بشري معروف في شبه الجزيرة العربية                                                            |
| جبل حفيت     | أبو ظبي            | 3200–2600 ق.م         | سُميت فترة حفيت على اسمه، ويضمّ مقابر على شكل خلايا النحل                                                      |
| جميرا        | دبي                |                       | تتصل بمنطقة توام.                                                                                            |
| كلباء        | الشارقة            | 2500–1300 ق.م         | مستوطنة أم النار                                                                                             |
| مسافي        | رأس الخيمة         | 300–1300 ق.م          | وُجدت قطع أثرية في الموقع يرجع تاريخها إلى العصر الحديدي                                                      |
| مليحة        | الشارقة            | 300–5300 ق.م          | كانت مُستوطنة في فترة العُبيد وحفيت وأم النار ووادي السوق والعصر الحديدي ومليحة الهلنستية وعصور ما قبل الإسلام |
| مويلح        | الشارقة            | 600–1100 ق.م          | استُوطنت في العصر الحديدي الثاني                                                                              |
| واحة القطارة | أبو ظبي            | 1500–1800 ق.م         | استُوطنت في العصر البرونزي والعصر الحديدي                                                                     |
| الرميلة      | أبو ظبي            | 2000–1000 ق.م         | أم النار حتى مستوطنة العصر الحديدي الثاني                                                                    |
| ساروق الحديد | دبي                | 2600ق.م–1000م         | استُوطن في فترة أم النار، وكان مركزًا رئيسيًا للتعدين في العصر الحديدي                                          |
| سيح الحرف    | رأس الخيمة         | 2000–1300 ق.م         | يضمّ مقابر واسعة من حضارة وادي السوق                                                                          |
| شِمل          | رأس الخيمة         | 2500–1300 ق.م         | يضمّ مقابر من حضارتي أم النار ووادي السوق                                                                     |
| تل أبرق      | أم القيوين/الشارقة | 2500–400 ق.م          | كانت مستوطنة رئيسية خلال فترة حضارتي أم النار ووادي السوق والعصر الحديدي                                     |
| الثقيبة      | الشارقة            | 400–1100 ق.م          | كانت مستوطنة في العصر الحديدي الثاني والثالث                                                                 |
| أم النار     | أبو ظبي            | 2600–2000 ق.م         | مدافن تعود لفترة أم النار                                                                                    |